# Ácido racémico
El ácido racémico es el antiguo nombre para la forma ópticamente inactiva (o mezcla racémica) del ácido tartárico. Esto es, se corresponde con una mezcla en iguales proporciones de dos isómeros especulares L-D (enantiómeros) de dicho ácido tartárico, activos ópticamente en direcciones opuestas, por lo que la mezcla racémica resulta inactiva ópticamente.
La sal sódico-amónica del ácido racémico produce cristales de diferente tipo entre los dos componentes enantiómeros de la mezclas racémicas: por eso durante la cristalización dicha sal se puede separar en dos clases de cristales, cada una integrada por sendos isómeros levógiro y dextrógiro, y cuyas formas macroscópicas son imágenes especulares entre sí. Luis Pasteur descubrió este método a los 25 años para separar los dos enantiómeros separando los cristales formados en la cristalización del tartrato sódico-amónico.
En una revisitación moderna del experimento de Pasteur se estableció que la preparación de cristales de tartrato sódico-amónico no era muy reproducible, con cristales deformados aunque lo bastante grandes como para poder ser examinados a simple vista (sin necesitar microscopio).